# Apamea relicina
Apamea relicina är en fjärilsart som beskrevs av Morrison 1874. Apamea relicina ingår i släktet Apamea och familjen nattflyn. Inga underarter finns listade i Catalogue of Life.